# 波爾沃議會

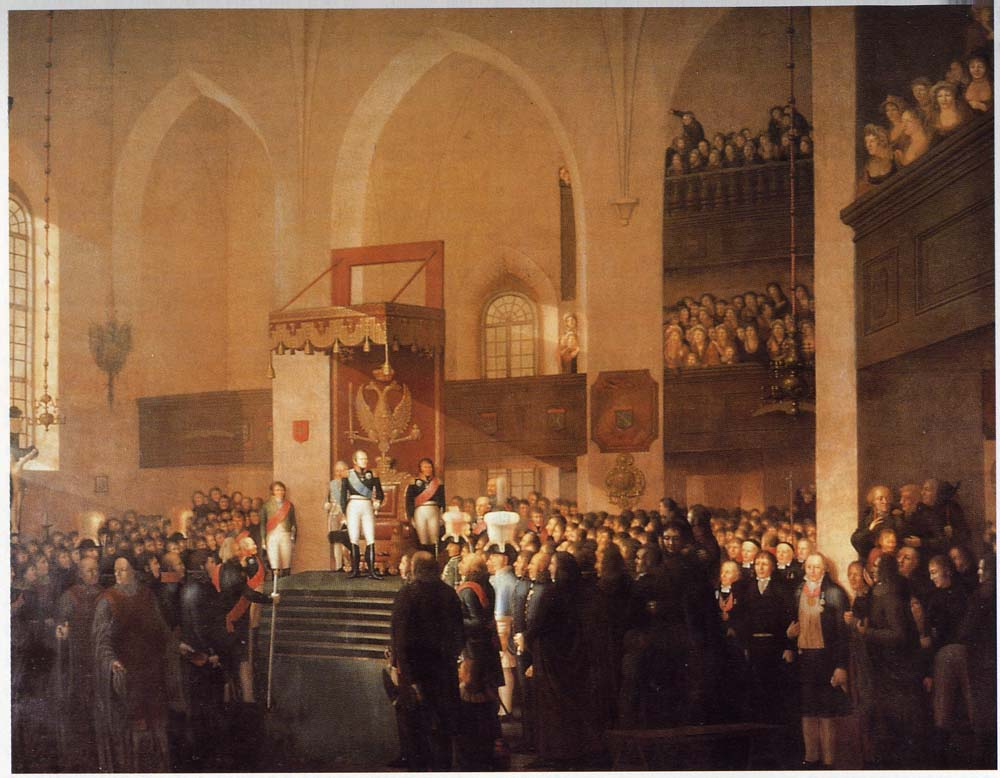
1809年，波爾沃議會由俄羅斯帝國皇帝亞歷山大一世開幕。

波爾沃議會（芬蘭語：Porvoon maapäivät或Porvoon valtiopäivät，瑞典語：Borgå landtdag），是1809年從3月持續到7月在芬蘭南部城市波爾沃召集舉行的會議，會議以立法繼承瑞典四院制議會在芬蘭的權力、制訂俄羅斯統治下的芬蘭政體以及成立芬蘭大公國為主要目的。

## 歷史
在瑞典王國和俄羅斯帝國相爭的芬蘭戰爭期間，俄羅斯吞併了原本屬於瑞典的芬蘭。1809年，自稱「芬蘭大公」的俄羅斯帝國皇帝亞歷山大一世在波爾沃召集芬蘭四大階級（分別為貴族、神職人員、市民和農民階級），1809年3月29日，四大階級在波尔沃主教座堂宣誓效忠，承諾接受和承認俄羅斯帝國皇帝兼芬蘭大公亞歷山大一世為真正的權威，並維護憲法和政府形式不變；而亞歷山大一世則承認芬蘭的自主，允許芬蘭在他的統治下擁有自治權，以及讓芬蘭人保有自身的宗教信仰和權利。這基本上意味著亞歷山大一世確認了自1772年以來的瑞典政府文書為芬蘭的憲法，但這也被視為對當時現有法規的尊重。議會亦要求戰爭結束後再次召集會議，1863年6月，50年過去後，議會由亞歷山大一世的侄子亞歷山大二世再次召集 。
1809年9月17日，瑞俄兩國簽定《弗雷德里克港和约》，瑞典將整個芬蘭割讓予俄羅斯，戰爭結束，瑞典徹底結束了對芬蘭的統治。
2009年，芬蘭發行刻有波爾沃大教堂外觀的2歐元紀念幣。

## 與會者
波爾沃議會的四大階級與會者如下：

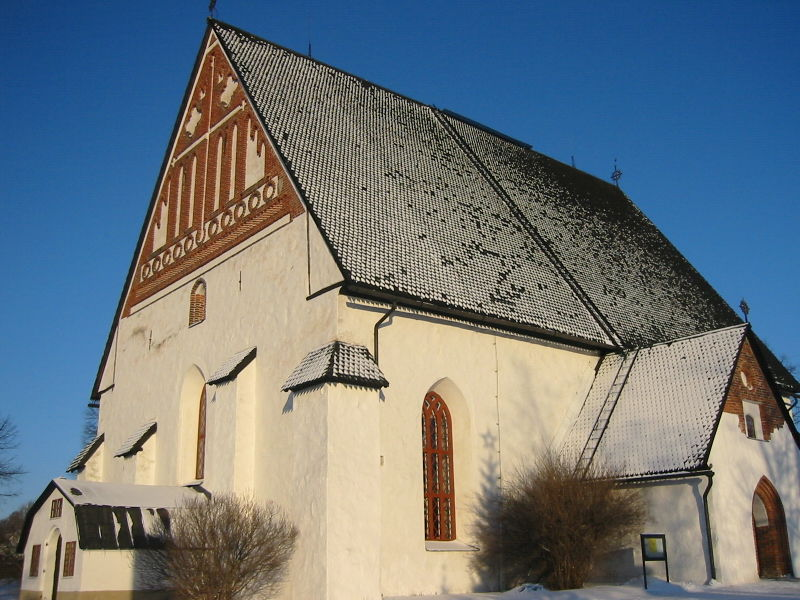
波爾沃議會的舉行地點波爾沃大教堂。

- 貴族階級75位代表，主席為伯爵羅伯特·威廉·德·吉爾（Robert Wilhelm De Geer）。
- 神職人員階級8名代表，主席為圖爾庫主教雅各布·滕斯特羅姆（Jakob Tengström）。
- 市民階級20名代表，主席為圖爾庫商人克里斯蒂安·特拉普（Kristian Trapp）。
- 農民階級31名代表，主席為新卡勒比的佩尔·克洛卡尔斯（Pehr Klockars）。

在205家貴族家族中，有130家沒有參加議會，有60名代表沒有出席開幕式。市民階級主要以商人為代表。

## 意義
台灣國際關係學者張亞中認為，俄羅斯統治下的芬蘭政體是由1809年的波爾沃議會制訂的，在波爾沃議會上，芬蘭第一次被確認為一個以國家為單位的統一政治實體。俄羅斯帝國皇帝亞歷山大一世表示願意承認芬蘭的憲政，允許芬蘭在他的統治下享受自治，成為大公國。